# Щавін-Косьцельни (гміна)
Гміна Щавін-Косьцельни (пол. Gmina Szczawin Kościelny) — сільська гміна у центральній Польщі. Належить до Ґостинінського повіту Мазовецького воєводства.
Станом на 31 грудня 2011 у гміні проживало 5099 осіб.

## Площа
Згідно з даними за 2007 рік площа гміни становила 127.14 км², у тому числі:
- орні землі: 75.00%
- ліси: 17.00%

Таким чином, площа гміни становить 20.65% площі повіту.

## Населення
Станом на 31 грудня 2011:
| Опис     | Загалом | Загалом | Чоловіки | Чоловіки | Жінки | Жінки |
| -------- | ------- | ------- | -------- | -------- | ----- | ----- |
| одиниця  | осіб    | %       | осіб     | %        | осіб  | %     |
| все      | 5099    | 100     | 2522     | 49.46    | 2577  | 50.54 |
| міське   | 0       | 100     | 0        |          | 0     |       |
| сільське | 5099    | 100     | 2522     | 49.46    | 2577  | 50.54 |

## Сусідні гміни
Гміна Щавін-Косьцельни межує з такими гмінами: Ґомбін, Ґостинін, Лонцьк, Опорув, Пацина, Стшельце.